# Schloss Wattersdorf

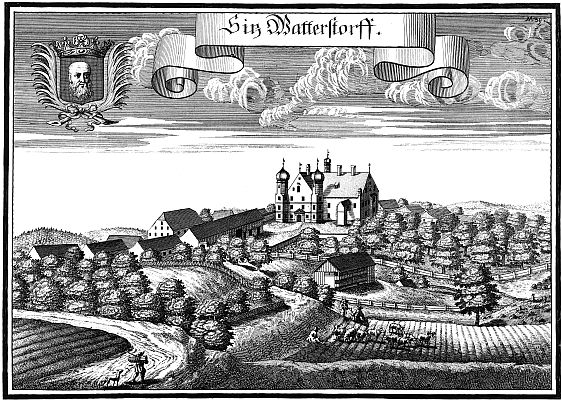
Schloss Wattersdorf nach einem Stich von Michael Wening (um 1726)

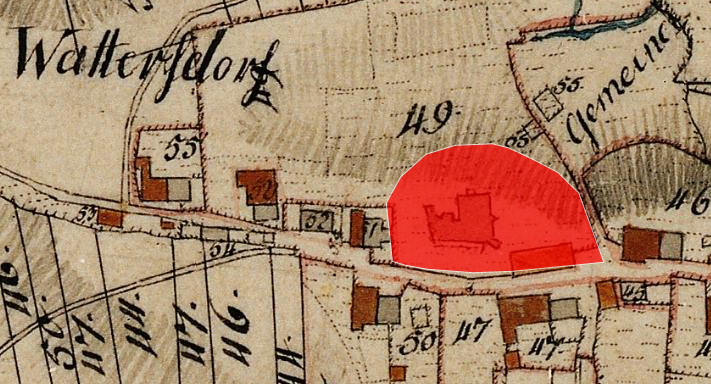
Lageplan von Schloss Wattersdorf auf dem Urkataster von Bayern

Das abgegangene Schloss Wattersdorf war ein Hofmarkschloss in Wattersdorf (früher: Watterdorf), einem Gemeindeteil der Gemeinde Weyarn im oberbayerischen Landkreis Miesbach. Die Anlage wird als Bodendenkmal unter der Aktennummer D-1-8136-0071 als „abgegangenes Hofmarkschloss der frühen Neuzeit (‚Schloss Wattersdorf‘) mit Schlosskapelle Verklärung Christi“ geführt.

## Geschichte
1610 wird hier ein Bernhard Barth erwähnt. 1610 wurden Aus- und Umbauten durchgeführt. 1934 wurde das Schloss abgebrochen.
Die ehemalige Schlosswiese ist heutzutage teilweise bebaut. Da Denkmalfunde in der Bauphase nicht ausgeschlossen werden konnten, wurden die Neubauten ohne Kellergeschoss errichtet.